# Tournay
Tournay ist eine französische Gemeinde im Département Hautes-Pyrénées in der Region Okzitanien. Sie gehört zum Arrondissement Tarbes und zum Kanton La Vallée de l’Arros et des Baïses.

## Geographie
Tournay hat 1.296 Einwohner (Stand 1. Januar 2022) auf 14,32 Quadratkilometern und liegt etwa 14 Kilometer ostsüdöstlich von Tarbes in der früheren Grafschaft Astarac am Arros und seinem Zufluss Arrêt. Durch das Gemeindegebiet führt die Autoroute A64 (Anschlussstelle 14 – Tournay). Der Bahnhof von Tournay liegt an der Bahnstrecke Toulouse–Bayonne.

## Geschichte
Ob sich der Name des Ortes von einem aquitanischen Stamm (Tornaten) ableitet, ist unklar. Tournay wurde als Bastide 1307 durch den Seneschall Bohemond d’Astarac erbaut. In den Hugenottenkriegen wurde Tournay zerstört. 1632 kam es zu einer Pestepidemie.
Von 1951 bis 1958 wurde die Benediktinerabtei Notre-Dame de Tournay in einer Flussschleife des Arros errichtet.

### Einwohnerentwicklung
- 1962: 1136
- 1968: 1076
- 1975: 1161
- 1982: 1065
- 1990: 1109
- 1999: 1142
- 2006: 1237
- 2010: 1310
- 2020: 1164

## Sehenswürdigkeiten
An sakralen Gebäuden ist die Benediktinerabtei und die Kirche Saint-Étienne hervorzuheben.

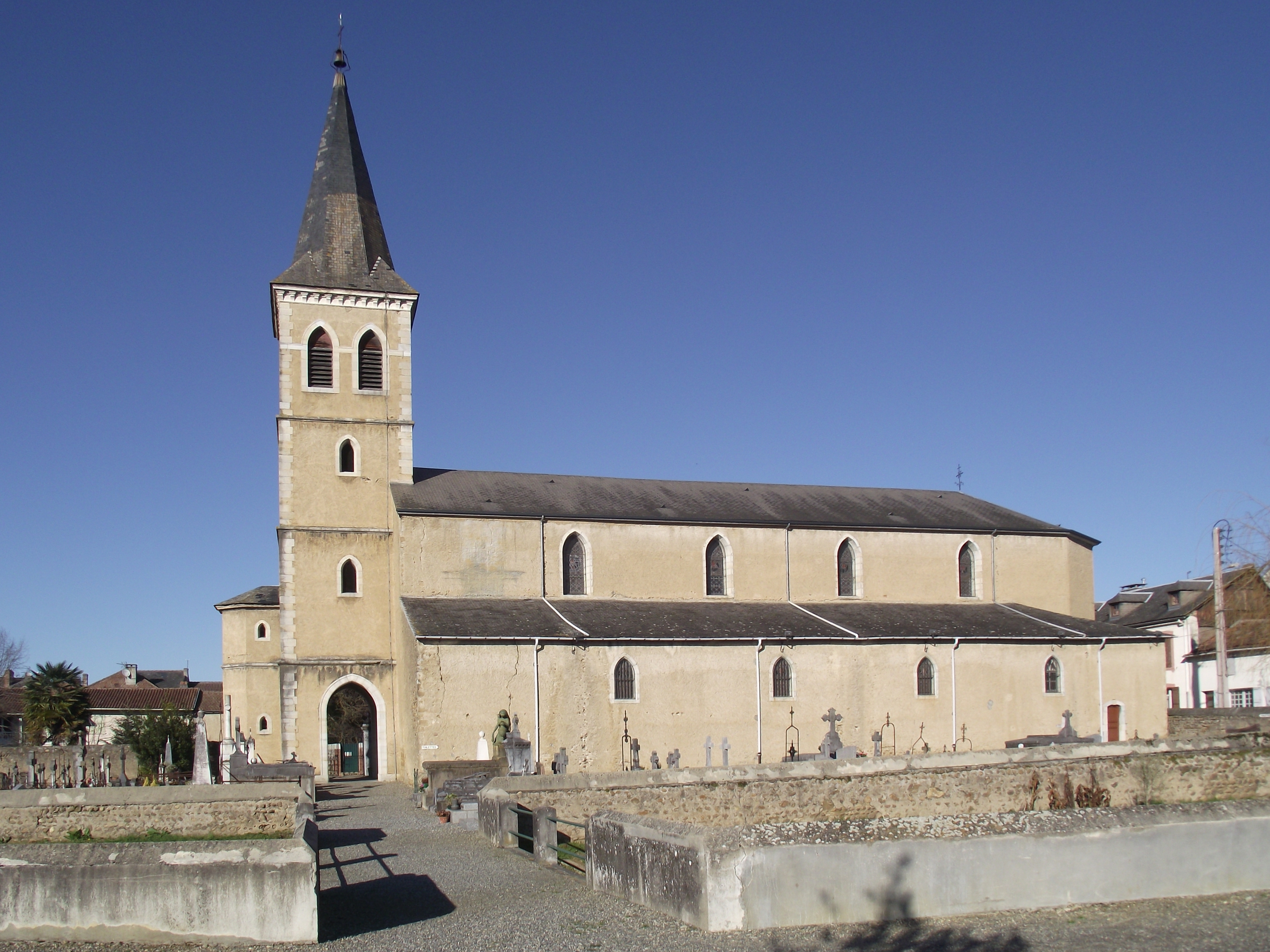
Kirche Saint-Étienne

## Gemeindepartnerschaften
Tournay unterhält eine innerfranzösische Partnerschaft mit der Gemeinde La Vraie-Croix im Département Morbihan sowie eine internationale mit der spanischen Gemeinde Alhama de Aragón.

## Persönlichkeiten
- Francis Jammes (1868–1938), Dichter
- Marc Baget (* 1984), Rugbyspieler